# Closterium lanceolatum
Closterium lanceolatum  là một loài Song tinh tảo trong họ Desmidiaceae, thuộc chi Closterium.